# Seleção Britânica de Hóquei sobre a grama masculino
A Seleção Britânica de Hóquei Sobre a Grama Masculino é a equipe nacional que representa a Grã-Bretanha em competições internacionais de hóquei sobre a grama. A seleção é gerenciada pela Great Britain Hockey.
A seleção foi a primeira campeã do hóquei sobre a grama nos Jogos Olímpicos, chegando a conquistar três medalhas de ouro (1908, 1920 e 1980). Em outros torneios, como a Copa do Mundo de Hóquei sobre a Grama e os Jogos da Commonwealth, as quatro nações que compõem a Grã-Bretanha competem separadamente.